# 林家染丸
林家 染丸（はやしや そめまる）は、上方落語の名跡である。現在は上方林家の事実上の止め名。当代は四代目。初代・二代目が卯年の生まれであったため、代々うさぎ（ぬの字うさぎ）を定紋としている。
- 初代林家染丸（天保・弘化時代 - 1877年? ） - 明治中期に活躍した。初代林家菊丸門下。染物職人であったことから「染丸」を名乗り、手が染料で染まったまま高座に上がっていたという。滑稽噺、人情噺、音曲いずれにも長け、兄弟弟子の二代目林家菊丸と合作した大津絵節が残されている。1874年頃に「浅尾新七」となるが1875年頃に染丸に戻って1877年? に没したという。没後追善興行が行なわれ、石碑が建てられた。本名、享年とも不詳。
- 代外(二代目)林家染丸 - 後∶三代目桂文三
- 四代目林家染丸 - 当代。当該項目にて記述。

## 2代目
二代目 林家 染丸（1867年2月12日（慶応3年1月8日） - 1952年（昭和27年）11月11日）は、上方落語家。本名：岡本 仁三郎。

### 経歴
現在の大阪府堺市に生まれる。父は新内節の岡本美国太夫。左官職の傍ら、素人落語で花丸を名乗り活躍した。
1890年4月に、三代目笑福亭松鶴門下で「梅喬」を名乗り、神戸湊亭で初舞台。1893年頃に五代目笑福亭松喬を継ぐ。後に三代目笑福亭松鶴が講談師に転じたため後ろ盾を失い、三友派の端席などで苦労を重ねる。1910年にようやく一門幹部となり三友派の中心にまで出世した。しかし弟弟子の初代笑福亭枝鶴との「笑福亭松鶴」襲名争いに敗れ、二代目桂文團治の勧めにより、事実上一門を離れ、独立することとなる。
1912年5月、「二代目林家染丸」を襲名した。以降、上方林家は、六代目林家正楽の系統が絶えたこともあり、元来の林家正三の流れから、笑福亭松鶴一門の傍流となる。三友派に属し花月合同後も吉本の大看板として重きをなした。
1942年に吉本を離れて事実上の引退状態となる。「林染会」を組織し、高座に上がることを控えるようになり、後進の指導に力を尽くした。戦後、五代目笑福亭松鶴の「上方落語を聞く会」などに出演したが声が掠れるようになり、1947年9月の戎橋松竹杮落としの口上を最後に完全に引退した。
法名は釋林染、辞世の句は「笑はせに来て笑はれた五十年」。墓所は大阪天王寺区一心寺。85歳没。

### 芸歴
- 1890年4月 - 三代目笑福亭松鶴門下で「梅喬」を名乗り、神戸湊亭で初舞台。
- 1893年頃 - 「五代目笑福亭松喬」を襲名。
- 1910年
  - 一門幹部となり、三友派の中心にまで出世。
  - 弟弟子の初代笑福亭枝鶴との「笑福亭松鶴」襲名争いに敗れ、二代目桂文團治の勧めにより、事実上一門を離れ、独立することとなる。
- 1912年5月 - 「二代目林家染丸」を襲名。三友派に属し、花月合同後も吉本の大看板として重きをなした。
- 1942年 - 吉本を離れて事実上の引退状態となり、後進の指導に力を尽くす。
- 1947年9月 - 戎橋松竹杮落としの口上を最後に、完全に引退。

### 人物
人格円満で、多くの人々に慕われた。夫人は1914年に結婚した寄席囃子界随一の存在であった林家とみ。息子は初代笑福亭福松門下の二代目笑福亭小福。
正岡容が大阪に行ったとき、染丸が十八番の「堀川」をやっているときに、最後の猿回しの口上のところで、三味線を弾いていたとみの三味線の糸が切れ、お囃子が止まってしまい、楽屋に帰ってきて客席に聞こえるぐらい激怒したというエピソードがある。そのすぐ後に五代目橘家圓太郎が出たが、こちらはとみに丁寧にお囃子をお願いしたという。

### 芸風
十八番は「電話の散財」で二代目桂文之助の原作よりも改作し自分のものにした。その他にも「景清」「応挙の幽霊」「河豚鍋」「堀川」などが得意ネタであった。若手時代は本芸よりも余興の四つ竹で出ることが多かった。

### 弟子
- 二代目林家染三
- 三代目林家染丸
- 三代目林家染語楼
- 二代目林家染之助
- 林家染蔵 - 三代目桂萬光門下から移籍
- 初代林家染八 - 四代目笑福亭松鶴門下から移籍
- 林家染團治 - 漫才に転向

#### 移籍
- 林家染之助 - 三代目古今亭志ん生門下に移籍

#### 廃業
- 初代林家うさぎ

## 3代目
三代目 林家 染丸（1906年3月25日 - 1968年6月15日）は、上方の落語家・事業者。上方落語協会初代会長。本名：大橋 駒次郎。出囃子は『たぬき』。吉本興業所属。
ヒキガエルを意味する「おんびき」というあだ名があった。

### 経歴
1906年3月25日生まれ。父は義太夫の竹本小七五三太夫。7、8歳頃には寄席小屋で落語を聴くようになる。11歳の時、両親と死別し、親戚の帽子問屋の丁稚となる。奉公先で商売を教わり、13歳の頃には一人で地方に出張に出されるほどとなる。同じ頃、三代目桂文三門下の桂次郎坊に入門し、「桂駒坊（または大橋亭駒坊）」の名をもらい素人落語研究会で活動する。使い込みを働いて放蕩のため解雇されるが、直後に徴兵で陸軍歩兵第37連隊に入隊。やがて「落語上等兵」と呼ばれるようになる。満期除隊に前後して叔母の養子となり、叔父の遺産を元手に帽子卸の店を開くも、放蕩により破産し、その後は消防署に勤務した。
25歳の時、遊園地で開かれた新聞社主催の素人演芸コンクールで優勝し、優勝特典として落語をレコード（タイヘイレコード）に吹き込んだ。それを聞いた二代目林家染丸から弟子にスカウトされ、1932年6月に正式に入門、「染五郎」を名乗る。後に柳家金語楼にあやかり「二代目林家染語楼」に改名。この頃は消防署勤務も続けながら勤務のない隔日で稽古に通い、二代目林家染丸の「林染会」に参加したり、結成した慰問団で余興に出たりするセミプロ状態であった。
1944年中国戦線に出征し、湖南省衡陽にて慰問団長となる。1946年7月に復員。当初は慰問や五代目笑福亭松鶴の「上方落語を聴く会」に参加した。しかし、妻の実家のある埼玉県妻沼町に移住して落語から離れ、妻沼で取れた芋を大阪で売って成功する。続いて静岡県の伊豆に移り住み下賀茂温泉の塩を埼玉県や群馬県に運ぶ事業を手がけた。
1952年11月、師匠である二代目林家染丸が没したため一門が衰退の危機に陥る。一門の行く末を案じた弟弟子の二代目林家小染と二代目桂春團治夫人・河本寿栄の尽力により芸界に復帰。翌年の1953年8月、「三代目林家染丸」を戎橋松竹で襲名した。襲名は生前に二代目が遺書に認めており、落語家復帰を機に在住していた伊豆から大阪に戻り、生野区にあったたばこ店の権利を買った。
1957年4月、自ら主導して創設した、上方落語協会が実際に創設されたことに伴い、初代会長に就任する。五代目桂文枝によると、染丸が会長となったのは最年長だったことに加え、実業で稼いだ経験が豊富なため「あの人を会長にすればやっていけるのではないか」という理由からだったという。毎日放送「素人名人会」の審査員を務め、えびす顔で「林家染丸でございます。本名を長谷川一夫ともうします。」と挨拶する愛嬌たっぷりの芸風でお茶の間の人気者ともなった。この頃は染丸のほかに協会幹事の四代目笑福亭枝鶴・三代目桂米朝・三代目桂小文枝・二代目桂福團治の5人を合わせて「上方落語五人男」と称されたが、やがて染丸以外の4人が「上方落語の四天王」と呼ばれるようになる。
最後の高座は1968年4月26日、サンケイホールでの「上方落語名人会」で演じた「猿後家」。すでに末期の肝臓ガンで、入院中の病院から外出許可を取って演じた。医者からは猛反対を受けたが押し切った。約2か月後、肝臓癌で死去。62歳没。

#### 三代目染丸死後
2017年6月17日に弟子の四代目林家染丸らを中心にして、三代目染丸の50回忌追善落語会が天満天神繁昌亭にて開催された。

### 芸歴
- 1906年3月25日生まれ。
- 1917年 - 両親と死別し、親戚の帽子問屋の丁稚となる[1]。
- 1919年 - 桂次郎坊に入門し、「桂駒坊（または大橋亭駒坊）」の名で素人落語研究会で活動する[1]。
- 徴兵で陸軍歩兵第37連隊に入隊。やがて「落語上等兵」と呼ばれるようになる[1]。
- 満期除隊に前後して叔母の養子となり、叔父の遺産を元手に帽子卸の店を開くも、放蕩により破産[1]し、その後は消防署に勤務した[1]。
- 1931年頃？ - 二代目林家染丸から弟子にスカウトされる。
- 1932年6月 - 二代目林家染丸に正式に入門、「染五郎」を名乗る。
- 後に柳家金語楼にあやかり「二代目林家染語楼」に改名。この頃はセミプロ状態[1]。
- 1944年 - 中国戦線に出征し[1]、湖南省衡陽にて慰問団長となる。
- 1946年
  - 7月 - 復員。当初は慰問や五代目笑福亭松鶴の「上方落語を聴く会」に参加した。
  - しかし、妻の実家のある埼玉県妻沼町に移住して落語から離れる[1]。各地を転々としながら様々な事業を手がけた[1]。
- 1952年11月 - 師匠である二代目林家染丸が没したため、芸界に復帰。
- 1953年8月 - 「三代目林家染丸」を襲名。
- 1957年4月 - 上方落語協会の創設に伴い、初代会長に就任[2]。
- 1968年
  - 4月 - サンケイホールでの「上方落語名人会」で演じた「猿後家」が最後の高座となる[5]。
  - 6月 - 肝臓癌で死去。

### 人物
実生活は謹厳そのもので、高座を降りると鬼のような形相となり、弟子たちは絶えず気を抜けなかった。上岡龍太郎は「染丸師匠ほど楽屋と舞台との顔の違う人も珍しかった」と述べている。
一方、人情味に溢れる一面もあった。弟子の染二が風呂を沸かす際の不手際でガスが爆発してしまい、夫人が「こんなところで怪我したらかなわんやないか。あんたよその子やねんから」と口にしたところ、「よその子やあらへんがな。うちの子や!うちの子やさかい怪我したらあかんねや」と夫人を叱り、染二を感激させた。
古典落語『河豚鍋』で、河豚鍋をもらった旦那の家に出入りする男「大橋さん」の名は、三代目の本名と愛嬌溢れる容姿に由来する。元は林家一門内でのみ使われていたが、現在は他の一門に属する噺家が『河豚鍋』を口演する場合でも用いられている。

### 芸風
笑い声や驚いた時の口調の描写は独特だった。染語楼時代の1940年の『上方はなし』第44号に掲載された「新人染語楼論」（伊勢三郎）には「染語楼君の芸にはたしかに大衆性がある。大衆にこびて行こうとする点さえもある。彼がもっと修行を積んだ落語家なら、筆者は大いにこの点を推奨したい。（中略）しかし修行中の彼がうけをねらったり、客にこびては芸が大成しない。芸が大きく伸びないで縮んでしまうのだ。」と、その大衆性を評価しながらも、それが制約となる危惧が指摘されていた。幕内からは生涯「素人芸」という揶揄がついてまわったという。
三代目桂米朝は2004年の対談で染丸について「もうはっきり言うて、きっちりと噺を覚えない」と評した。六代目笑福亭松鶴は染丸を「好きやなかった」と述べている。
一方、二代目桂枝雀はアマチュア時代から三代目桂米朝に入門した頃までは染丸の落語が好きで口ぶりも真似ていたため、米朝に「普通にいうたらどうや」と「数え切れんほど」指導されたという。

#### 得意ネタ
- 義太夫の素養を生かした「堀川」・「片袖」
- 幇間やその類の人物が活躍する「猿後家」・「太鼓腹」・「茶目八」・「河豚鍋」
- 「隣の桜」・「借家怪談」・「寝床」・「阿弥陀池」・「莨の火」・「淀五郎」
- 珍品「綿屋火事」

### 弟子
- 四代目林家染丸
- 四代目林家小染
- 三代目林家染三

など

### 移籍
- 林家染奴 - 三代目桂米朝門下へ移籍(後：月亭可朝)
- 林家染和 - 二代目笑福亭松之助門下へ移籍(後：橘家圓三)

## 参考資料
- 『古今東西落語家事典』平凡社、1989年
- 河本寿栄『二代目さん 二代目桂春團治の芸と人』青蛙房、2002年
- 月亭春松（編） 『落語系圖』
- 戸田学『上方落語の戦後史』岩波書店、2014年7月。
- 富士正晴「紅梅亭界隈」（『桂春団治』講談社<講談社文芸文庫>、2001年に併録）
- やまだりよこ 『上方落語家名鑑』出版文化社、2006年
- くだるくだらない物語 第12回 亭号の東西史（三） - 和の学校公式サイト内の記事